# Iglesia de San Joaquín (San Luis)

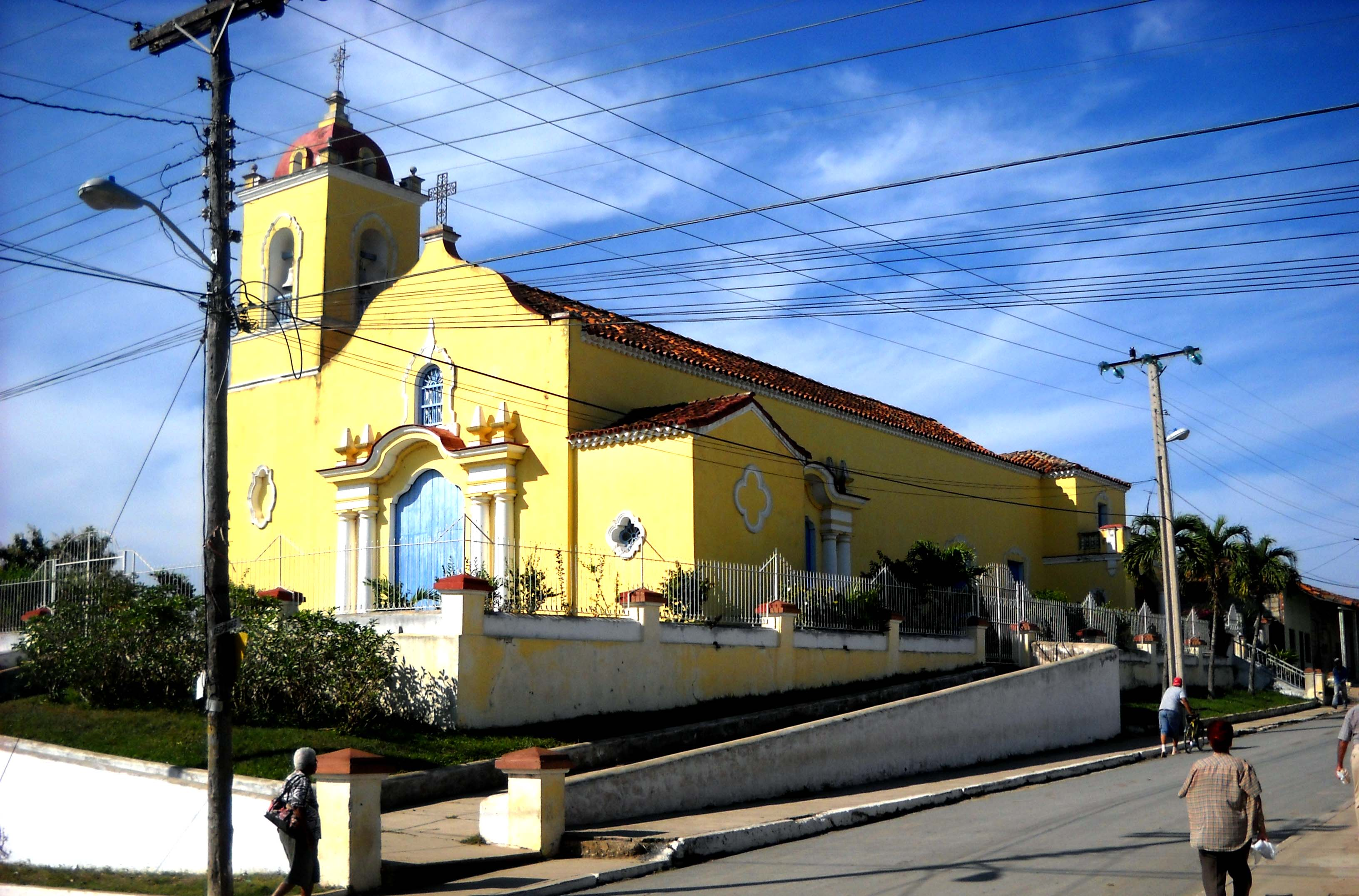
Iglesia de San Joaquín, después de la restauración que llevó a cabo el Padre Miguel Bautz.

La 'iglesia de San Joaquín se encuentra ubicada en el occidental municipio de San Luis, que pertenece a la Diócesis de Pinar del Río, Cuba. Es la más grande y hermosa de todas las construcciones religiosas de la municipalidad, por lo que es reconocida como la Iglesia Parroquial, que alberga al sacerdote del municipio.

## Creación

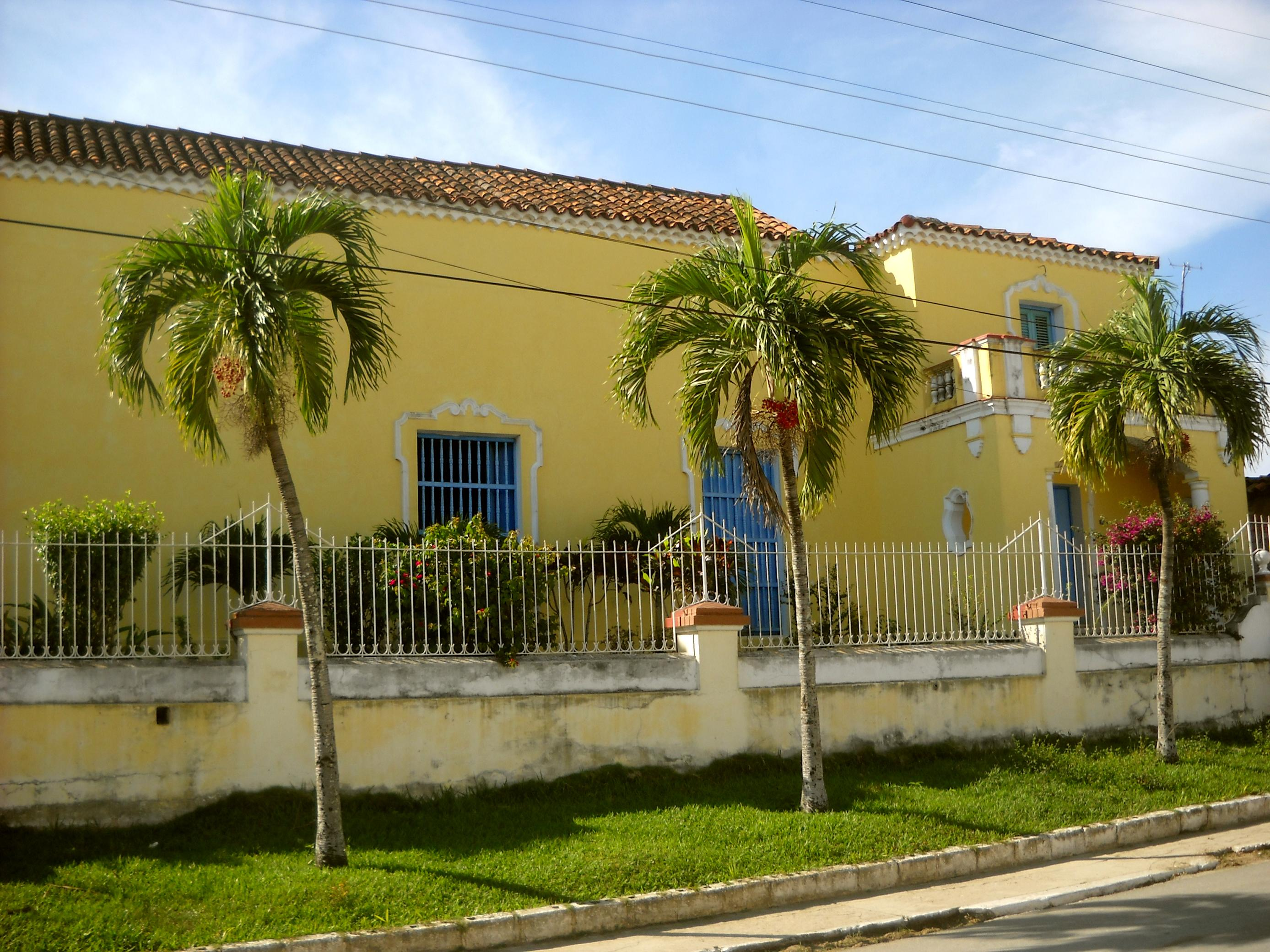
Iglesia de San Joaquín, lateral derecho.

Fue al comienzo en 1829 una modesta ermita de cubierta de guano y paredes de tabla construida a la devoción de San Joaquín, Santo Patrono de San Luis de Occidente. En 1835, comenzó la construcción de una iglesia de mampostería y tejas, financiada por Doña Juana Romero y su yerno Don Joaquín de Zayas, que fue concluida en 1845, convirtiéndose en la más importante de la provincia en esa época.